# Schinznach-Dorf
Schinznach-Dorf es una comuna suiza del cantón de Argovia, ubicada en el distrito de Brugg. Limita al norte con las comunas de Bözberg y Villnachern, al este Schinznach-Bad y Holderbank, al sur con Veltheim y Oberflachs, y al oeste con Thalheim y Zeihen.

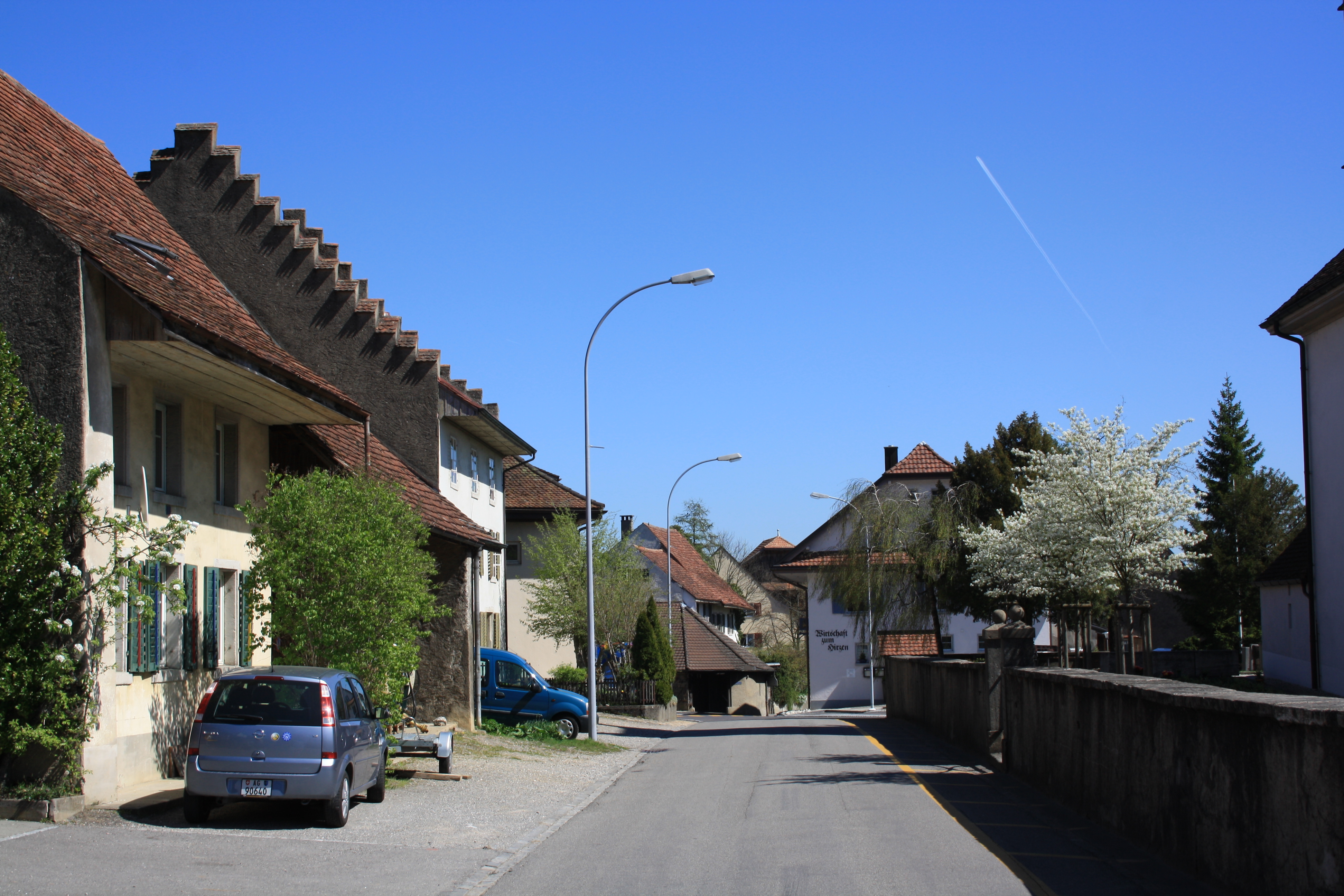
Vista de Schinznach-Dorf.